# WWE Fastlane
WWE Fastlane foi um evento de luta profissional produzido pela WWE, uma promoção de wrestling profissional com sede em Connecticut. Foi transmitido ao vivo e disponível apenas através de pay-per-view (PPV) e os serviços de streaming online Peacock e WWE Network. O evento foi estabelecido em 2015 e substituiu Elimination Chamber no slot de fevereiro do calendário de pay-per-view da WWE; Elimination Chamber foi adiado para maio daquele ano. O nome do evento foi uma referência à sua posição no "Road to WrestleMania", sendo realizado no período de dois meses entre o Royal Rumble e o principal evento da WWE.
A partir de 2017, o evento mudou para março, o que o tornou o primeiro PPV não-WrestleMania da WWE a ser realizado em março. Com a reintrodução da extensão da marca, Fastlane foi exclusivo do Raw em 2017 e exclusivo do SmackDown em 2018, antes de a WWE descontinuar os PPVs exclusivos da marca após a WrestleMania 34 naquele ano. O evento foi produzido anualmente até 2020, quando Fastlane foi removido da programação para permitir que a WWE realizasse o Super ShowDown daquele ano; no entanto, o Fastlane foi restabelecido em 2021. Este seria o evento final do Fastlane, pois foi novamente descontinuado.

## História
A WWE realizou o Fastlane pela primeira vez em 22 de fevereiro de 2015, em Memphis, Tennessee, e foi transmitido ao vivo em pay-per-view (PPV) e na WWE Network. Para o ano-calendário de 2015, substituiu o Elimination Chamber, que havia sido realizada em fevereiro de 2010 a 2014; o Elimination Chamber de 2015, por sua vez, foi realizada em maio. O nome "Fastlane" foi escolhido como uma referência à sua posição no "Road to WrestleMania", sendo realizado no período de dois meses entre o Royal Rumble e o principal evento da WWE.
O evento retornou em 2016, também em fevereiro, estabelecendo o Fastlane como um PPV anual da promoção. Em 2017, Fastlane foi adiado para março, com Elimination Chamber retornando ao seu slot original de fevereiro, o que fez do Fastlane o primeiro PPV não-WrestleMania a ser realizado em março. O evento de 2017 também foi realizado como um show exclusivo do Raw, após a reintrodução da extensão da marca em meados de 2016, onde a promoção novamente dividiu sua lista em marcas onde os lutadores atuam exclusivamente. O evento de 2018 foi então feito um PPV exclusivo do SmackDown, mas este seria o PPV final exclusivo do SmackDown, bem como o PPV final exclusivo da marca da WWE, pois após a WrestleMania 34 daquele ano, os PPVs exclusivos da marca foram descontinuados. Em 2020, Fastlane foi removido da programação para permitir que a WWE realizasse o Super ShowDown daquele ano; no entanto, Fastlane foi restabelecido em 2021. Devido à pandemia do COVID-19, o evento de 2021 foi realizado na bolha bio-segura da WWE. chamado de WWE ThunderDome, hospedado no Tropicana Field em St. Petersburg, Flórida. O evento de 2021 foi o primeiro evento da WWE a ir ao ar no canal WWE Network de Peacock nos Estados Unidos, após a fusão da versão americana da WWE Network sob Peacock em 18 de março daquele ano.
Em outubro de 2021, a WWE revelou seu calendário PPV para 2022, e Fastlane não foi incluído. Embora houvesse um evento a ser anunciado para fevereiro, em 17 de janeiro de 2022, este evento foi revelado como Elimination Chamber. Fastlane, por sua vez, foi descontinuado sem um anúncio formal. No entanto, em 20 de junho de 2023, após um hiato de dois anos, a WWE anunciou que Fastlane foi reintegrado para 7 de outubro daquele ano, abandonando seu tema "Road to WrestleMania" devido a levar lugar seis meses depois da WrestleMania 39. Como a WWE retomou a turnê ao vivo em julho de 2021, o 2023 Fastlane foi agendado para o Gainbridge Fieldhouse em Indianapolis, Indiana, substituindo o Extreme Rules no slot de outubro.

## Eventos
|  | Evento de marca Raw |  | Evento de marca SmackDown |

| 1                                                 | Fastlane (2015) | 22 de fevereiro de 2015 | Memphis, Tennessee      | FedExForum                         | Daniel Bryan vs. Roman Reigns por uma luta pelo Campeonato Mundial dos Pesos Pesados da WWE na WrestleMania 31                                            | [ 1 ]  |
| 2                                                 | Fastlane (2016) | 21 de fevereiro de 2016 | Cleveland, Ohio         | Quicken Loans Arena                | Brock Lesnar vs. Dean Ambrose vs. Roman Reigns em uma luta triple threat por uma luta pelo Campeonato Mundial dos Pesos Pesados da WWE na WrestleMania 32 | [ 2 ]  |
| 3                                                 | Fastlane (2017) | 5 de março de 2017      | Milwaukee, Wisconsin    | Bradley Center                     | Kevin Owens (c) vs. Goldberg pelo Campeonato Universal da WWE                                                                                             | [ 3 ]  |
| 4                                                 | Fastlane (2018) | 11 de março ce 2018     | Columbus, Ohio          | Nationwide Arena                   | AJ Styles (c) vs. Baron Corbin vs. Dolph Ziggler vs. John Cena vs. Kevin Owens vs. Sami Zayn em uma Six-Pack Challenge pelo Campeonato da WWE             | [ 4 ]  |
| 5                                                 | Fastlane (2019) | 10 de março de 2019     | Cleveland, Ohio         | Quicken Loans Arena                | The Shield (Dean Ambrose, Seth Rollins e Roman Reigns) vs. Baron Corbin, Bobby Lashley e Drew McIntyre em uma luta six-man tag team                       | [ 12 ] |
| 6                                                 | Fastlane (2021) | 21 de março de 2021     | St. Petersburg, Florida | WWE ThunderDome no Tropicana Field | Roman Reigns (c) vs. Daniel Bryan pelo Campeonato Univeraal da WWE com Edge como convidado especial                                                       | [ 7 ]  |
| 7                                                 | Fastlane (2023) | 7 de Outubro de 2023    | Indianápolis, Indiana   | Gainbridge Fieldhouse              | Seth "Freakin" Rollins (c) vs. Shinsuke Nakamura in a Last Man Standing match for the World Heavyweight Championship                                      | [ 11 ] |
| (c) – refere-se ao(s) campeão(s) indo para a luta |                 |                         |                         |                                    | |        |